# Éclateur
Pour l'outil de taille de la pierre, voir Éclateur de roche.

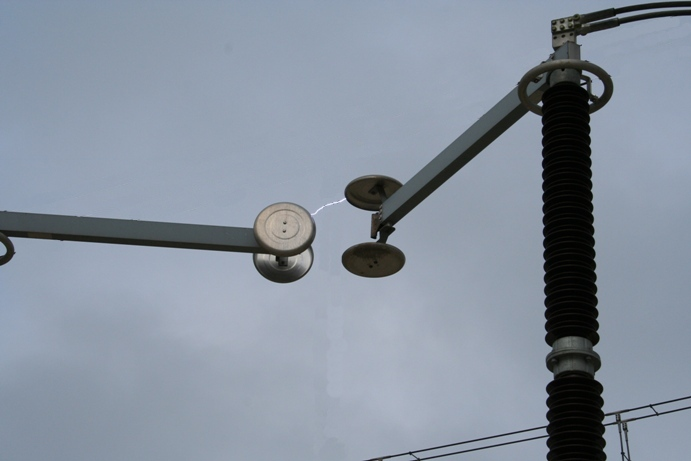
Exemple d’éclateur à air : arc électrique formé lors de la séparation de deux conducteurs sous une différence de tension de 400 kV.

Un éclateur est un dispositif électrique utilisé pour limiter les surtensions (fonction de parasurtenseur) et réaliser des courts-circuits ultra-rapides par un arc électrique provoqué par l'ionisation d'un gaz,.

## Éclateurs à deux électrodes
Les éclateurs sont constitués de deux électrodes face à face dans un milieu qui peut être l'air ambiant (éclateur à air), ou bien encore de l'air mais dans un milieu clos (éclateur à air encapsulé) ou enfin du gaz (éclateurs à gaz).
Au-delà d'une certaine valeur de tension entre les bornes, donc d'un certain champ électrique entre les électrodes, un amorçage se produit et un courant s'établit entre les deux électrodes en formant un arc électrique à travers le gaz qui sépare les électrodes. En général, une des électrodes est reliée à une phase, et l'autre à la terre. Après amorçage, la phase se trouve ainsi pratiquement au potentiel de la terre : on dit que la surtension a été déviée à la terre.
Les éclateurs sont très robustes et permettent de dévier des courants importants ; cependant l'arc électrique qui apparaît à l'amorçage est maintenu par le courant qui traverse le système : il faut alors prévoir la coupure de ce court-circuit phase/terre.

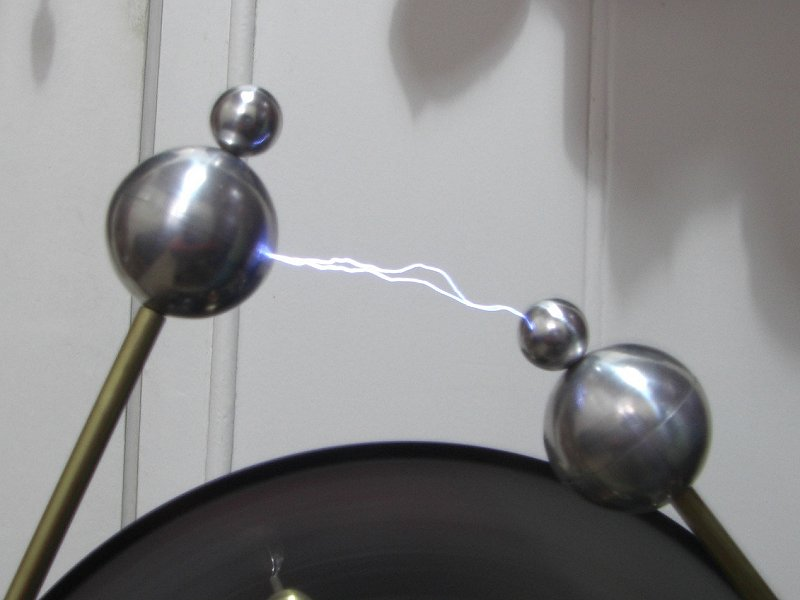
Eclateurs à boule d'une machine de Wimshurst.

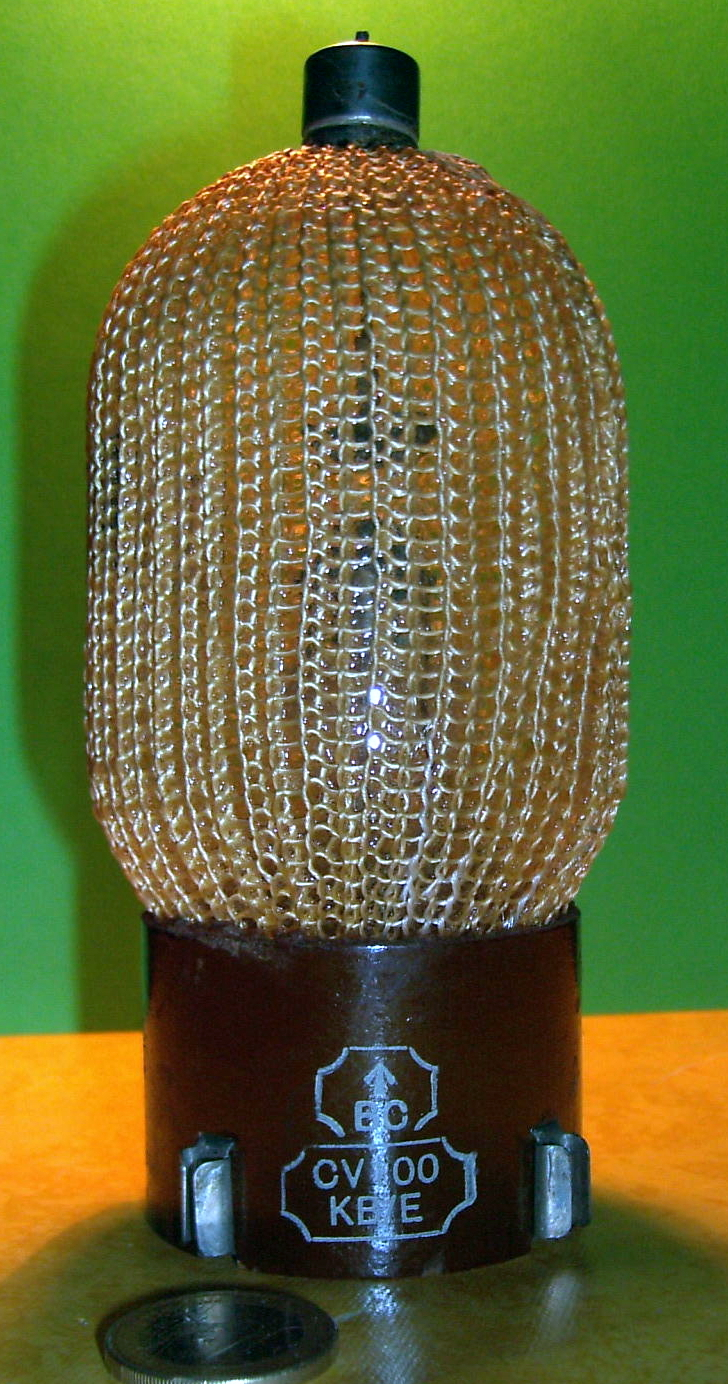
Un trigatron 100 VC avec chemisage en résille pour éviter les projections de verre en cas d'explosion.

C'est le principe des cornes d'amorçage que l'on voit sur les équipements de distribution d'électricité, mais ils sont également utilisés en basse tension sous forme d'appareillage électrique modulaire et pour les installations de télécommunication, avec une efficacité limitée. En effet, la lenteur à l'amorçage (environ 1 µs) est un défaut de ce type de composant pour la protection : les surtensions rapides comme celles provoquées par la foudre ont un temps de montée qui peut être inférieur au temps d'amorçage de l'éclateur. Il laisse passer le pic de la surtension et dévie une grande partie de l'énergie, mais ne protège pas efficacement les équipements sensibles : les parafoudres à éclateur à gaz sur les lignes télécom sont d'une efficacité relative pour protéger les équipements de télécommunication et sont parfois associés à des composants de protection secondaires type varistance ou diode d'écrêtage. Néanmoins, les éclateurs à gaz procurent un courant de décharge très élevé (écoulement des ondes de courant transitoires) et offrent une capacité parasite très faible permettant ainsi une dégradation minimale des signaux transmis.
D'une façon générale, les parafoudres à base de varistances offrent une protection plus efficace contre les surtensions que les éclateurs.
Dans les laboratoires haute tension, en particulier sur les machines de Wimshurst, on utilise des éclateurs à sphère. Dans ce cas, les deux électrodes sont des sphères ; on peut régler leur écartement et ainsi définir précisément la tension d'amorçage entre les sphères.

## Éclateurs tripolaires
Les éclateurs à trois électrodes ou trigatrons sont particulièrement adaptés à la protection des lignes appairées (type ligne de télécommunication). Ils offrent une protection en mode commun (fil 1 par rapport à la terre, et fil 2 par rapport à la terre), ainsi qu'une protection en mode différentiel (entre fil 1 et fil 2).

## Éclateurs à déclenchement
L'éclateur « à trigger » est doté d'une électrode auxiliaire qui permet de forcer l'établissement de l'arc par un dispositif extérieur. Fonctionnellement, un éclateur à trigger est similaire à un triac.